# Elisabeth nước Hungary

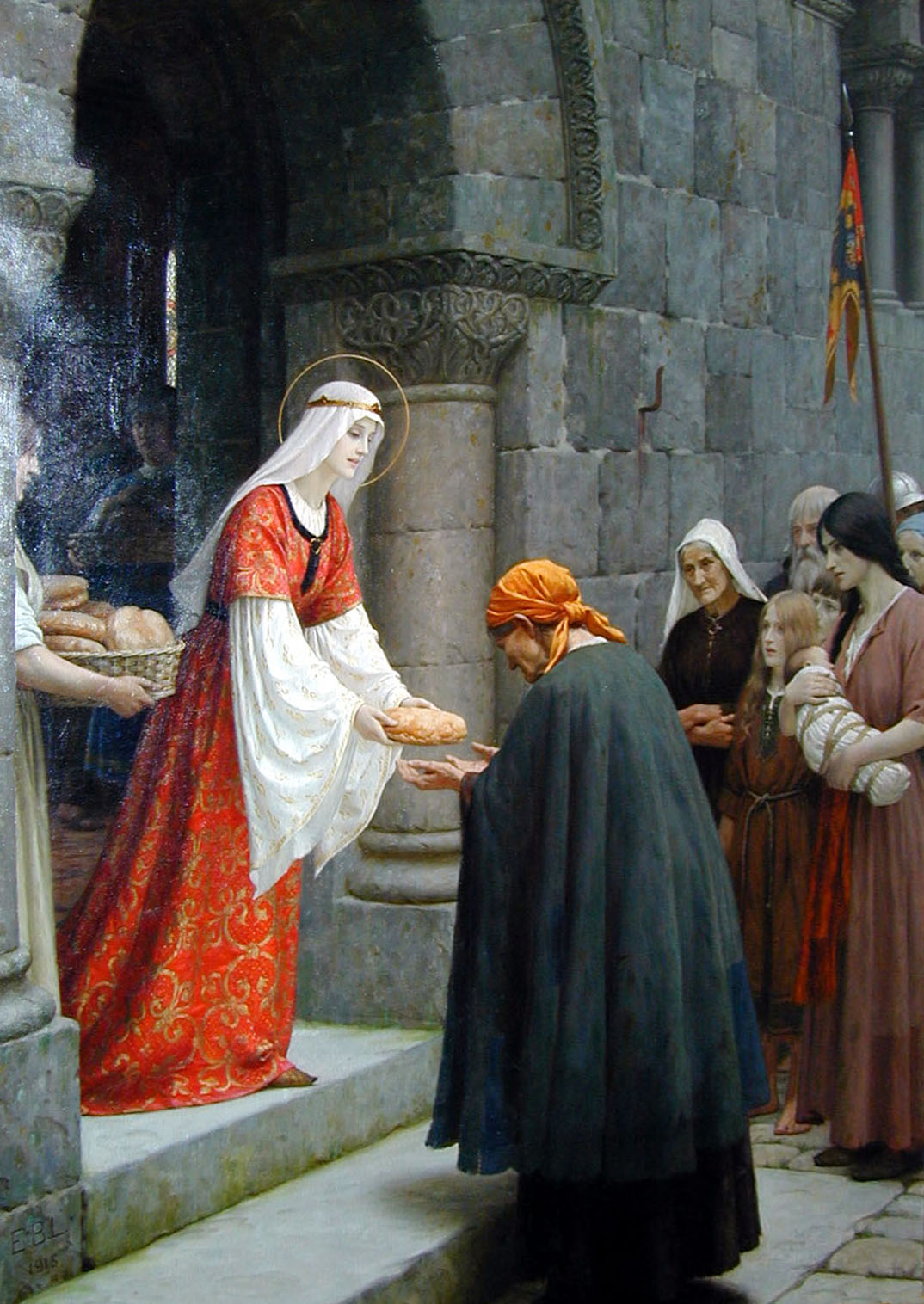
Elisabeth đang phân phát bánh mì cho người nghèo

Erzsébet của Vương quốc Hungary (tiếng Đức: Heilige Elisabeth von Thüringen, tiếng Hungary: Árpád-házi Szent Erzsébet, tiếng Latinh: Elisabeth Hungariae, sinh ngày 07 tháng 7 năm 1207 - mất ngày 17 tháng 11 năm 1231) là một công chúa của Vương quốc Hungary, một nữ tu và là một vị Thánh được biết đến với tên gọi Thánh Elisabeth của Hung Gia Lợi. Theo truyền thuyết, cô đã được sinh ra trong lâu đài Sárospatak, nước Hungary vào ngày 07 tháng 7 năm 1207 nhưng theo một giả thiết khác thì cô được sinh ra tại vùng Pressburg, Vương quốc Hungary (ngày nay là Bratislava, Slovakia), nơi cô từng sống trong lâu đài Posonium cho đến khi bốn tuổi.
Cô là con gái của Andrew II xứ Hungary và Gertrude xứ Merania, khi lên bốn tuổi cô được đưa đến lãnh địa của thế lực Thuringia ở miền trung nước Đức để trở thành một cô dâu tương lai qua đó củng cố liên minh chính trị giữa hai nhà. Elisabeth đã kết hôn ở tuổi 14 và góa bụa ở tuổi 20. Ở tuổi này, cô đã từ bỏ tài sản giàu có của mình, đem chia và giúp đỡ cho những người nghèo khó, đầu tư xây dựng các nhà thương, trạm xá để giúp đỡ cho những người nghèo khổ, cơ cực không có tiền thuốc men.
Với những hành động cao cả đó, cô đã trở thành một biểu tượng của tổ chức từ thiện Thiên Chúa giáo ở Đức và những nơi khác sau khi cô qua đời ở tuổi 24. Elisabeth dù sinh ra trong một gia đình quyền quý sang trọng nhưng thay vì chọn một đời sống xa hoa nhàn hạ, Elizabeth lại tự nguyện đi theo con đường khổ hạnh và hãm mình (tự hành xác) điều đó đã khiến người dân châu Âu niềm cảm mến sâu xa và cô được phong thánh bởi Giáo hoàng Grêgôriô IX vào năm 1235.

## Tiểu sử

### Thời thơ ấu
Elisabeth là Công chúa nước Hungary, con gái của Andrew II xứ Hungary và Gertrude xứ Merania, khi lên bốn tuổi, cô phải đính hôn với hoàng tử Ludwig hay Louis 11 tuổi, con của Landgrave miền Thuringia trong một cuộc hôn nhân có phần mang màu sắc chính trị, từ đó cô sinh sống và lớn lên tại cung điện Thuringia. 

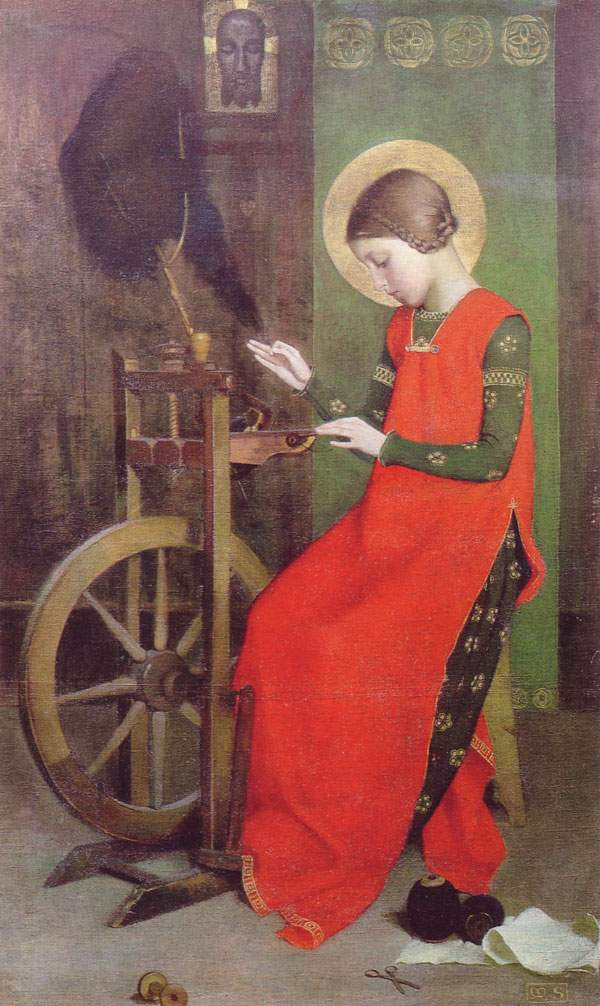
Tranh vẽ Elizabeth khi còn thơ ấu

Khi lớn lên, Elisabeth có tính tình khác hẳn với các quý tộc và công chúa ở trong lâu đài, cô không ăn mặc, trang điểm diêm dúa hoặc khoác lên mình những phục sức quý báu mà ăn mặc giản dị, hiền hậu, mặt khác luôn quan tâm đến những người hầu, kẻ hạ, những người nghèo… Điều này khiến Công chúa Sophia, mẹ của Luis tức mẹ chồng của cô hoàn toàn không hài lòng. 
Khi bà này dẫn Elisabeth với cô con gái mình tới nhà thờ, cả hai trang điểm như công chúa thì Elisabeth lại cởi vương miện bằng đá ra và nói không muốn mang nó đến trước Thiên Chúa phải đội mão gai. Sau đó lúc cô lên 14 tuổi và Luis lên 20 thì hai người kết hôn. Năm sau họ có con đầu lòng và 2 năm sau nữa sinh con thứ.
Cuộc sống hàng ngày của cô diễn ra bình lặng gồm việc cầu nguyện, làm việc bác ái, cùng với các phụ nữ dệt len cho người nghèo. Rảo quanh các làng quê phân phát các đồ cứu trợ khi xảy ra các trận lũ lụt, dịch bệnh và hạn hán. Có một truyền thuyết kể lại rằng, vào một ngày mùa đông, Luis đi săn về gặp vợ cong mình xuống dưới sức nặng các đồ ăn giấu trong vạt áo. Ông không biết cô mang những thứ gì. Và khi kiểm tra thì chỉ thấy những bó hoa hồng trắng, đương nhiên độ xác thực của truyền thuyết này bị nghi ngờ. Thời gian sau, cô tiếp tục săn sóc các bệnh nhân nghèo, cấp đồ ăn cho họ, băng bó các vết thương.

### Trở thành góa bụa

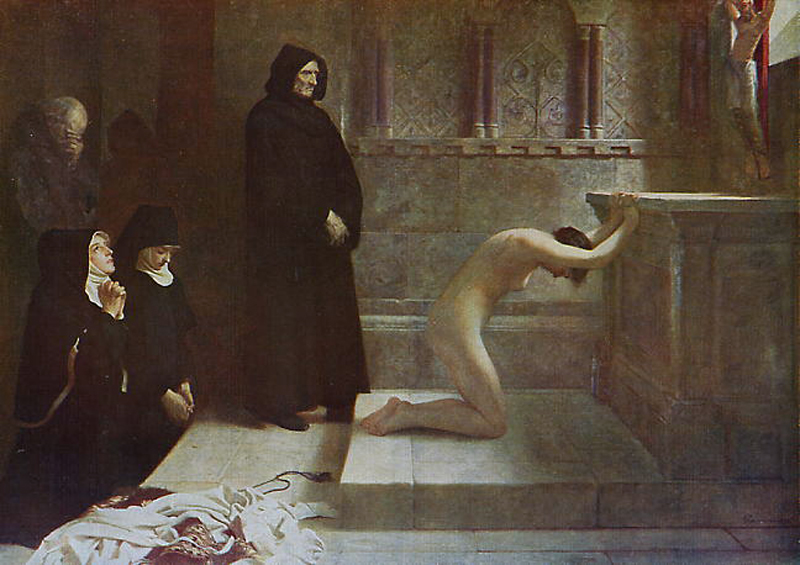
Elisabeth đang hành xác tại nhà nguyện, họa phẩm của Philip Hermogenes Calderon vào năm 1891

Sau sáu năm thành hôn, lúc này lịch sử châu Âu có nhiều biến động, chiến tranh Thập Tự chinh diễn ra, Luis phải ra trận vì danh dự. Lúc này cô ở nhà dù nhớ thương chồng nhưng vẫn nhiệt thành nâng dỡ người nghèo những người do hoàn cảnh chiến tranh xô đẩy. Tiếp tục phân phát lúa mì dự trữ, cô thậm chí còn bán cả nữ trang và đá quý để xây cất những nhà thương.
Tuy nhiên một tai họa đã xảy ra khi chồng cô là tham gia đoàn quân thánh giá và thiệt mạng vào năm 1227 khi cô sinh người con thứ ba. Gia đình nhà chồng lúc này coi cô là người hoang phí tiền bạc của hoàng gia nên đã đối xử tệ và thậm chí trục xuất cô khỏi hoàng cung, sống một cuộc sống cơ cực và tạm bợ tại các tu viện, mặc dù cô không hề oán trách và coi đây như là sự thử thách. Tuy nhiên sau cuộc Thập Tự chinh, những người tùy tùngg bên chồng cô trở về đã phục hồi quyền lợi cho cô vì con trai của cô phải là người thừa kế chính thức.

### Cuối đời

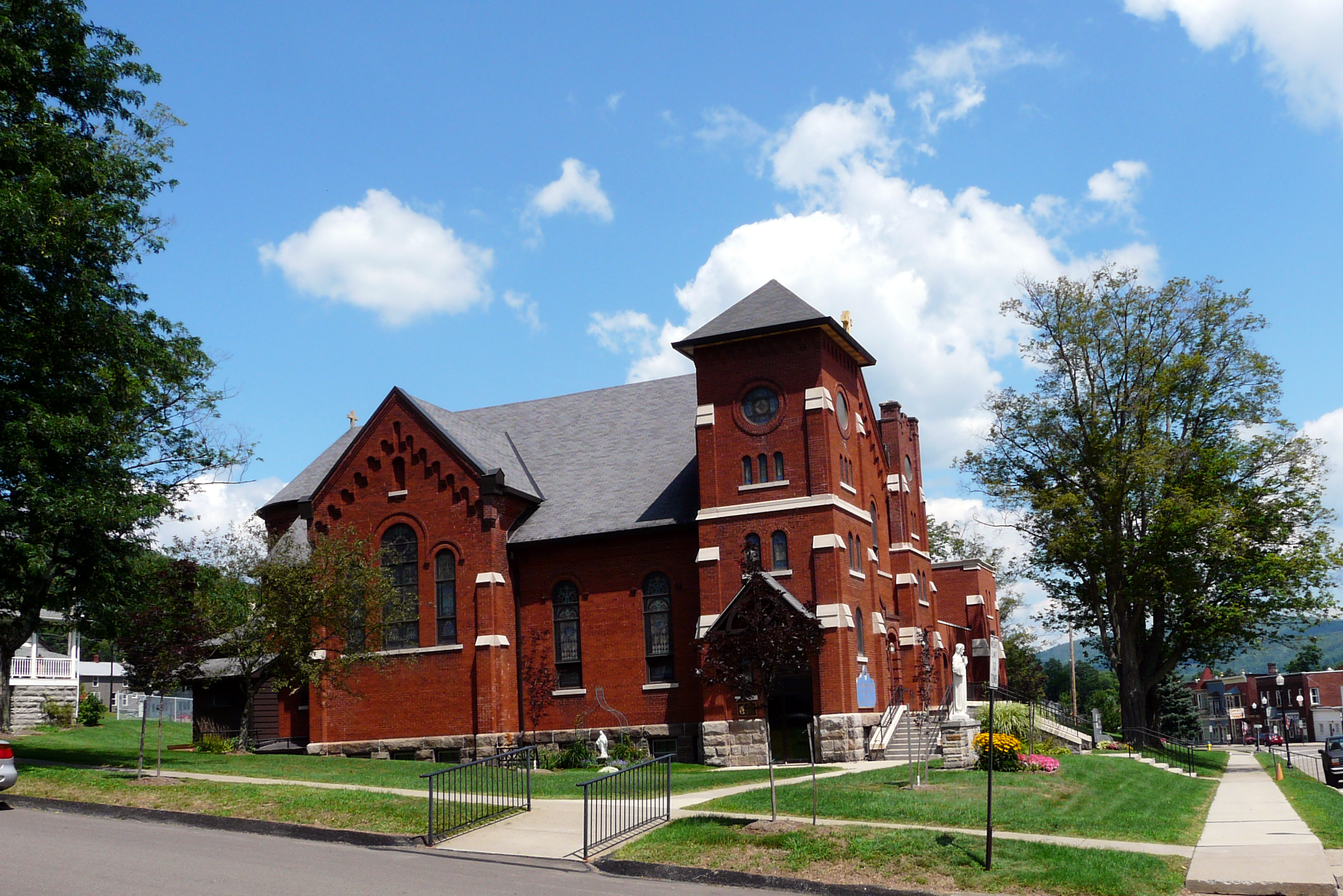
Một nhà thờ thánh Elisabeth tại Hoa Kỳ

Vào năm 1229, cô gia nhập dòng Ba Phanxicô, và dùng quãng đời còn lại để chăm sóc người nghèo trong một nhà thương mà cô đã thiết lập để vinh danh Thánh Phanxicô. Vì thể trang yếu đuối và phải lao động nhiều nên sức khỏe của cô ngày càng sa sút, và sau cùng cô chết vào ngày 17 tháng 11 năm 1231 khi chỉ mới 24 tuổi.
Bốn năm sau, Giáo hoàng Gregoriô IX đã tôn phong cô lên bậc hiển thánh. Sác lệnh này của Đức Giáo hoàng vẫn được trưng bày trong bảo tàng Schatzkammer Deutschordenskirche ở Viên, Áo. Thi thể của cô được đặt trong một quan tài bằng vàng rất lộng lẫy ở đền thờ và nó vẫn còn để được trưng bày cho công chúng thấy cho đến ngày hôm nay trong Giáo hội Elisabeth (Marburg).